# 엘로베이치코섬

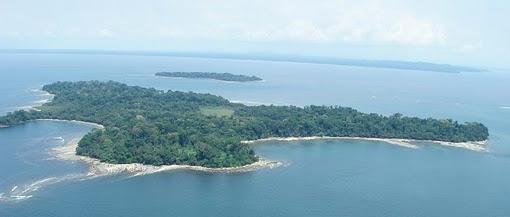
엘로베이그란데섬과 엘로베이치코섬

코리스코섬과 엘로베이 제도의 위치

엘로베이치코섬(스페인어: Elobey Chico) 또는 소엘로베이섬은 대서양과 접한 적도 기니의 섬이다. 면적은 0.19km²이며 사람이 살지 않는 무인도이다.
기니만과 접하며 행정 구역상으로는 리토랄주에 속한다. 섬 남서쪽에는 엘로베이그란데섬이 위치한다.